# Peter Mühlhäusler
Peter Mühlhäusler (ur. 1947 we Fryburgu Bryzgowijskim) – niemiecko-australijski językoznawca.
Obszar jego zainteresowań badawczych obejmuje języki kreolskie i pidżynowe, języki rdzennej ludności Australii i wysp Pacyfiku, systemy pronominalne oraz zagadnienia ochrony i rewitalizacji języków.
Studiował języki germańskie, lingwistykę oraz językoznawstwo Pacyfiku na uczelniach w Stellenbosch i Reading oraz na Australijskim Uniwersytecie Narodowym. Po uzyskaniu doktoratu w 1976 roku wykładał językoznawstwo na Uniwersytecie Technicznym w Berlinie. W latach 1979–1992 był wykładowcą językoznawstwa ogólnego na Uniwersytecie Oksfordzkim. Swoją dalszą karierę akademicką związał z University of Adelaide.
Jest członkiem Australijskiej Akademii Nauk Społecznych.

## Wybrane publikacje
- 1974: Pidginization and Simplification of Language
- 1979: Growth and Structure of the Lexicon of New Guinea Pidgin
- 1985: Pidgin and Creole Linguistics
- 1989: Pronouns and People (współautor)
- 1996: Linguistic Ecology
- 1996: Atlas of Languages of Intercultural Communication (współred.)
- 1999: Greenspeak (współautor)
- 2003: Language of Environment: Environment of Language
- 2006: An Introduction to Wirangu (współautor)